# Thure Reinholds
John Thure Reinhold N:son Reinholds, född 7 januari 1906 i Stockholm, död 6 januari 1985 i Lerums församling, var en svensk ingenjör
Thure Reinholds var son till godsägaren Reinhold Nilsson. Han avlade studentexamen i Stockholm 1924 och utexaminerades från Tekniska högskolans fackavdelning för maskinbyggnad och mekanisk teknologi 1931. Han anställdes som verkstadsingenjör vid Norrahammars bruk 1931, var därefter ingenjör vid Svenska AB Bromsregulator i Malmö 1934–1935 och chef för planeringsavdelningen vid Svenska Metallverken i Västerås 1935–1937. Från 1937 var Reinholds överingenjör och teknisk chef vid Manufaktur AB i Malmö, från 1943 även vid Malmö Yllefabriks AB. Han utgav Rationalisering och företagsledning (1947) samt publicerade ett flertal uppsatser i tekniska och ekonomiska frågor.